# All in One Voice
All in One Voice (en español: Todos en una sola voz) es el duodécimo álbum de estudio de la cantante galesa Bonnie Tyler. Fue lanzado en 1999 a través de East West Records. Es su primer álbum de estudio desde Free Spirit dos años antes.
Las canciones del álbum incluyen «The Rose», una canción de la famosa cantante y actriz Bette Midler, así como «I Put a Spell on You», una canción de Screamin' Jay Hawkins y «Silent Night» (Noche de paz) una canción tradicional de Navidad.
El álbum no obtuvo un gran éxito. La única canción que obtuvo un lugar en las listas fue el primer sencillo, «He's the King» (lanzado varios meses antes de que el CD), que llegó al # 95 en Alemania; el segundo sencillo «Heaven» no llegó a las listas debido a que solo se sacó en el último momento —el CD se ha convertido en una pieza de colección rara—. La falta de promoción y la quiebra de East West Records causó que el álbum fuese olvidado rápidamente. Otra canción, «Soon Will Be Too Late», estaba programada para ser lanzada como sencillo, pero no fue puesta a la venta. Dos canciones grabadas durante estas sesiones, «Jack of Hearts» y «Love's Been Good To Me» permanecen inéditas, así como dos duetos con Andrea Bocelli. «You Are A Woman» también fue grabado durante estas sesiones y aparece en la misma banda sonora como «He's the King».

## Lista de canciones
| N.º | Título                           | Escritor(es)                         | Duración |  |
| 1.  | «Heaven»                         | Per Andreasson, Permilla Emme        | 3:24     |  |
| 2.  | «Like an Ocean»                  | Per Andreasson, Permilla Emme        | 4:08     |  |
| 3.  | «Soon Will Be Too Late»          | Per Andreasson, Permilla Emme        | 3:52     |  |
| 4.  | «You Always Saw the Blue Skies»  | Will Jennings, Frankie Miller        | 3:52     |  |
| 5.  | «We Can Start Here»              | Máire Brennan, Dennis Wood           | 4:03     |  |
| 6.  | «Angel of the Morning»           | Chip Taylor                          | 3:43     |  |
| 7.  | «The Reason Why»                 | Paul Hopkins, Lee Morris             | 3:50     |  |
| 8.  | «Return to Blue»                 | Eric Brodka, Gernot Rothenbach       | 3:26     |  |
| 9.  | «You’re Breaking My Heart Again» | Eric Brodka, Gernot Rothenbach       | 3:37     |  |
| 10. | «I Put a Spell on You»           | Screamin' Jay Hawkins                | 4:38     |  |
| 11. | «I’ll Never Let You Down»        | Frankie Miller                       | 3:52     |  |
| 12. | «The Rose»                       | Amanda McBroom                       | 3:24     |  |
| 13. | «He's the King»                  | Harold Faltermyer, Gernot Rothenbach | 4:48     |  |
| 14. | «Silent Night»                   | Franz Gruber, Josef Mohr             | 2:26     |  |

## Créditos de producción
- Productores - Mike Batt, Harold Faltermeyer, Jimmy Smyth
- Arreglistas - Mike Batt, Harold Faltermeyer
- Conductor - Mike Batt
- Mezcla - Dave Cooke, Harold Faltermeyer
- Ingenieros - John Mallison, Harold Faltermeyer, Istvan Szita
- Mastering - Achim Kruse